# Fabrizio Lori (regista)
Fabrizio Lori (Roma, 1946) è un regista e produttore cinematografico italiano.

## Biografia
Dal 1966 al 1970 frequenta i corsi di recitazione e di regia teatrale presso lo Studio Alessandro Fersen di Roma. Inizia la sua carriera di produttore nel 1970 producendo il film per la TV Rai "Memoriale dalle rovine" diretto da  Andrea Frezza e, nel 1972,  il film  La città del sole diretto da Gianni Amelio. Successivamente, nel 1984, produce per il cinema i film Principe di Homburg di Gabriele Lavia, Quando finiranno le zanzare di Giorgio Pandolfi e  Donna di cuori di Lina Mangiacapre. 
Nel 1981 è il regista e sceneggiatore del film Il falco e la colomba, per cui ha ricevuto il Premio Rizzoli per la migliore opera prima del 1981.
Nel 1989 dirige e produce il film Bangkok solo... andata e l'anno seguente il lungometraggio Un metro all'alba. 
Nel 2001 ha diretto e prodotto il film Lo strano caso del signor Kappa.

## Filmografia

### Regista
- Il falco e la colomba (1981)
- Bangkok solo... andata (1989)
- Un metro all'alba (1990)
- Lo strano caso del signor Kappa (2001)

### Produttore
- La città del sole, regia di Gianni Amelio (1973) - film TV
- Principe di Homburg, regia di Gabriele Lavia (1983)
- La via dei Garamanti, regia di Vito Bruschini (1987) - documentario
- Donna di cuori, regia di Lina Mangiacapre (1994)